# Ylva Johansson
Ylva Johansson (Huddinge, Condado de Estocolmo, 13 de fevereiro de 1964) é uma professora e política sueca, do Partido Social-Democrata. Foi Ministra do Mercado de Trabalho em 2014-2019, cargo para o qual foi nomeada em 2014 no Governo Löfven I e renomeada em 2019 no Governo Löfven II. Foi deputada do Parlamento da Suécia (Riksdagen), em 1991 - 1998, pelo Partido da Esquerda, antes de integrar os quadros do Partido Social-Democrata. Foi ministra da educação no Governo Carlsson III (1994-1996) e no Governo Persson (1996-1998). Foi ministra da saúde e da terceira idade (2004-2006). Em 2006 voltou a ser deputada do Parlamento da Suécia. Ocupa o cargo de Comissária Europeia dos Assuntos Internos da Comissão von der Leyen.